# 薛平
薛 平（せつ へい、753年 - 832年）は、唐代の官僚・軍人。字は坦塗。本貫は絳州万泉県。

## 経歴
薛嵩の子として生まれた。12歳で磁州刺史となった。大暦8年（773年）、父が死去すると、軍吏は薛平を河北の事務に任用しようと、薛平を脅して知留後をつとめさせた。薛平は偽ってこれを許し、叔父の薛㟧に責められると、夕方のうちに服喪に帰った。喪が明けると、右衛将軍に任じられた。南衙の禁軍にあることおよそ30年であった。宰相の杜黄裳に器量を重んじられ、推薦されて汝州刺史となり、御史中丞を兼ね、有能で知られた。
元和7年（812年）、淮西で兵が用いられると、薛平は左龍武軍大将軍から兼御史大夫・滑州刺史・鄭滑節度観察等使に任じられ、戦功を重ねた。白馬県は西に黄河を隔てて2里のところにあり、毎年水害に悩まされていた。薛平は黄河の古い河道を訪ね求めて、黎陽県の境に接するところまできた。元和8年（813年）、薛平は魏博節度使の田弘正とともに憲宗に上奏して、古い河道を南北の長さ14里にわたって切り開き、もとの河道と水勢を分けると、滑州は水害に悩むことがなくなった。薛平は滑州にいること6年、長安に入朝して左金吾衛大将軍となった。ほどなく再び鄭滑節度観察使として出向した。元和14年（819年）、李師道の乱が鎮圧されると、唐の朝廷は東平の12州を3道に分けて、淄州・青州・斉州・登州・萊州を平盧軍とし、薛平は平盧節度観察等使となり、そのまま新羅・渤海に対する使節をつとめた。
長慶元年（821年）、幽州で兵乱が起こると、杜叔良が滄州の軍を率いて討伐にあたったが敗れ、王廷湊が牛元翼を深州で包囲した。棣州が反乱軍に迫られたため、朝廷は薛平に棣州の救援を委ねた。薛平はすぐさま将の李叔佐に兵500を持たせて棣州を救援させた。数カ月在陣したが、棣州刺史の王稷の食糧供給が少なかったため、李叔佐は兵士の不満をおさめることができず、晩に軍が潰走した。逃亡兵たちは突将の馬狼児を帥として推し、青城鎮まで行くと、鎮将の李自勧やその部下をさらった。博昌鎮までいたって、またその鎮兵をさらって、合わせて7000人あまりを得て、青州に迫った。青州の城中の兵は少なかったため、薛平は府庫や家財をかき集めて2000の精兵を募り、逃亡兵たちを迎撃した。薛平は先だって騎兵で逃亡兵の家族や財産を隠していたため、逃亡兵たちは当惑して、このために敗れた。馬狼児とその同志十数人は脱出して逃げ隠れたが、その他の兵は降伏した。降伏が遅れた者は鞠場で斬られた。翌日、馬狼児も捕らえられて殺害され、脅されて従った者は放免されて田里に帰った。薛平は尚書右僕射を加えられ、魏国公に進封された。
宝暦元年（825年）5月、薛平は入朝し、検校尚書左僕射を加えられ、戸部尚書を兼ねた。6月、検校司空となり、河中絳隰節度観察等使を兼ねた。大和2年（828年）、晋州と慈州が河中節度に属すと、河中節度は3000人が増兵され、薛平は検校司徒を加えられた。大和4年（830年）、長安に召還されて、太子太保に任じられた。大和5年（831年）、老齢を理由に引退を願い出て、司徒として致仕した。大和6年（832年）、死去した。享年は80。太傅の位を追贈された。
子の薛従は、字を順之といい、左領軍衛上将軍に上った。

## 伝記資料
- 『旧唐書』巻124 列伝第74
- 『新唐書』巻111 列伝第36